# Talik

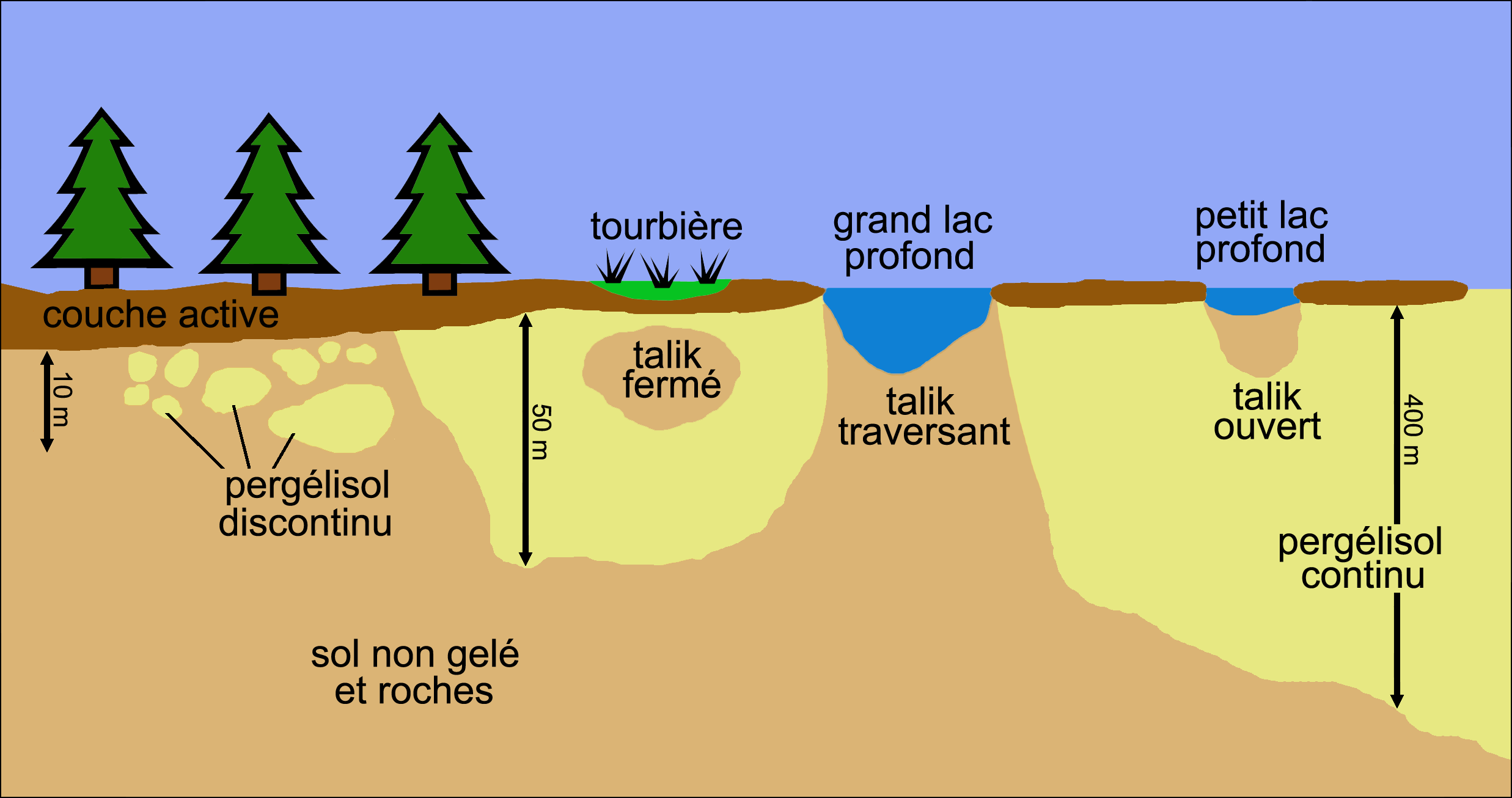
Drie types talik: gesloten (fermé), open (ouvert) en doorlopende (traversant) talik.

Met een talik (uit het Russisch: та́лик, [ˈtalʲɪk], afgeleid van het werkwoord tait, mengen) wordt een permanent ontdooide bodemlaag bedoeld, die zich bevindt in een permafrostgebied. In deze gebieden verschijnen taliks vaak onder rivieren en thermokarst-dooimeren (ook wel alas genoemd), waarin het onderste deel van het water niet bevriest in de winter. De onderliggende bodem bevriest dus evenmin. 
Men onderscheidt soms drie types: de gesloten, open en doorlopende talik. 